# Arteria plantar profunda
La arteria plantar profunda surge de la anastomosis de la arteria dorsal del pie (rama colateral de la arteria tibial anterior) con las arterias plantar media y plantar lateral (ramas terminales de la arteria tibial posterior). No presenta ramas.

## Distribución
Se distribuye hacia la planta del pie para ayudar a formar el arco plantar.